# 第89屆奧斯卡金像獎
第89屆奧斯卡金像獎（英語：89th Academy Awards）是美国电影艺术与科学学会為表彰2016年度傑出電影所頒發的獎項，頒獎典禮訂於太平洋标准时间2017年2月26日17:30（北美东部标准时间20:30）在美国加利福尼亚州洛杉矶好莱坞的杜比剧院舉行，共计颁发了24个类别的奥斯卡金像奖（也称「学院奖」）。頒獎典禮由美國廣播公司（ABC）轉播，麥克·迪·盧卡和珍妮佛·陶德担任制片人，电视节目主持人吉米·坎摩尔首次主持典礼。
第8届理事会奖于2016年11月12日在好莱坞高地中心先行颁发。奥斯卡科技成果奖于2017年2月11日在加利福尼亚州贝弗利山比佛利威尔希尔饭店颁发，約翰·趙與萊絲莉·曼恩擔任主持人。
《月光男孩》赢得包括最佳影片在内的三项大奖，《爱乐之城》追平纪录的14项提名有6项获奖，成为当晚最大赢家。不过，《爱乐之城》被误认最佳影片，真正的最佳影片得主后来更正为《月光男孩》。《血战钢锯岭》和《海边的曼彻斯特》各获两项大奖。《降临》、《神奇动物在哪里》、《藩篱》、《奇幻森林》、《辛普森：美国制造》、《鹬》、《推销员》、《校园合唱团的秘密》、《X特遣队》、《白头盔》和《疯狂动物城》各获一项大奖。

## 入圍及得獎名單
提名名单于太平洋时间2017年1月24日上午5点18分（UTC13点18分，EST8点18分）在加利福尼亚州贝弗利山塞缪尔·戈尔德温剧院公布。导演吉尔摩·德尔·托罗和贾森·雷特曼、学院主席谢丽尔·布恩·伊萨克斯、演员布丽·拉尔森、马西娅·盖伊·哈登、格伦·克洛斯、珍妮佛·哈德逊、渡边谦和德米安·毕齐分别公布提名。今年提名名单仪式开创先河，首次在学院官方网站全球流媒体直播，并透过《早安美国》等地方媒体转播。《樂來越愛你》追平1950年《彗星美人》和1997年《鐵達尼號》14项提名的历史最多纪录。《異星入境》和《月光下的藍色男孩》以8项提名位列第二。奥古斯特·威尔逊成为奥斯卡史上第八位获追授提名的编剧，也是首位获提名的普利策奖得主。

### 獎項
注：获奖者以  标示。
| 最佳電影 | 最佳导演 |
| --- | --- |
| - 《月光下的藍色男孩》 - 《異星入境》 - 《心靈圍籬》 - 《鋼鐵英雄》 - 《赴湯蹈火》 - 《關鍵少數》 - 《樂來越愛你》 - 《漫漫回家路》 - 《海邊的曼徹斯特》                                                                                      | - 達米恩·查澤雷－《樂來越愛你》 - 丹尼·維勒納夫－《異星入境》 - 梅爾·吉勃遜－《鋼鐵英雄》 - 肯尼斯·洛勒根－《海邊的曼徹斯特》 - 巴里·杰金斯－《月光下的藍色男孩》 |
| 最佳男主角 | 最佳女主角 |
| - 凱西·艾佛列克－《海邊的曼徹斯特》 - 雷恩·葛斯林－《樂來越愛你》 - 安德魯·加菲爾德－《鋼鐵英雄》 - 維果·莫天森－《神奇大隊長》 - 丹佐·華盛頓－《心靈圍籬》                                                                                   | - 艾瑪·史東－《樂來越愛你》 - 伊莎貝·雨蓓－《她的危險遊戲》 - 梅莉·史翠普－《走音天后》 - 露絲·奈嘉－《愛侶》 - 娜塔莉·波曼－《第一夫人的秘密》 |
| 最佳男配角 | 最佳女配角 |
| - 馬赫夏拉·阿里－《月光下的藍色男孩》 - 傑夫·布里吉－《赴湯蹈火》 - 麥可·夏儂－《迷離字戀》 - 戴夫·帕托－《漫漫回家路》 - 盧卡斯·海吉斯－《海邊的曼徹斯特》                                                                                   | - 薇拉·戴維絲－《心靈圍籬》 - 蜜雪兒·威廉絲－《海邊的曼徹斯特》 - 妮可·基嫚－《漫漫回家路》 - －《月光下的藍色男孩》 - 奧塔薇亞·史班森－《關鍵少數》 |
| 最佳原创剧本 | 最佳改编剧本 |
| - 《海邊的曼徹斯特》 ——肯尼斯·洛勒根 - 《赴湯蹈火》——泰勒·謝里丹 - 《樂來越愛你》——達米恩·查澤雷 - 《單身動物園》——尤格·藍西莫和艾菲梅斯·菲羅普 - 《二十世紀女性》——麥克·米爾斯                                                               | - 《月光下的藍色男孩》 ——巴瑞·賈金斯和塔萊爾·阿爾文·麥卡尼改編自塔萊爾·阿爾文·麥卡尼的《In Moonlight Black Boys Look Blue》 - 《異星入境》——艾瑞克·赫瑟勒改編自姜峯楠的《你一生的故事》 - 《心靈圍籬》——奧古斯特·威爾森改編自奧古斯特·威爾森的《藩籬》 - 《關鍵少數》——艾麗森·施洛德和西奧多·梅爾菲改編自瑪歌·李·雪德利的《Hidden Figures》 - 《漫漫回家路》——路克·戴維斯改編自薩羅·布萊爾利和賴瑞·布特羅斯的《漫漫歸途》 |
| 最佳动画长片 | 最佳外语片 |
| - 《動物方城市》 - 《酷寶：魔弦傳說》 - 《海洋奇緣》 - 《酷瓜人生》 - 《紅烏龜：小島物語》 | - 《新居風暴》（ 伊朗） - 《拆彈少年》（ 丹麦） - 《顛父人生》（ 德国） - 《明天別再來敲門》（ 瑞典） - 《塔納島之戀》（ ） |
| 最佳纪录長片 | 最佳纪录短片 |
| - 《辛普森：美國製造》 - 《海上焰火》 - 《我不是你的黑鬼》 - 《動畫人生》(前譯：消失的男孩) - 《第十三修正案》 | - 《白頭盔》 - 《絕境》 - 《4.1英里》 - 《喬的小提琴》 - 《我的家鄉瓦塔尼》 |
| 最佳實景短片 | 最佳动画短片 |
| - 《校園合唱团的秘密》 - 《内部敌人》 - 《女人与高铁》 - 《寂静的夜》 - 《时间码》 | - 《鹬》 - 《盲眼維莎》 - 《借來的時間》 - 《梨酒與香烟》 - 《珍珠》 |
| 最佳原创音乐 | 最佳原创歌曲 |
| - 《樂來越愛你》——賈斯汀·赫維玆 - 《第一夫人的秘密》——麥克·萊維 - 《漫漫回家路》——達斯汀·歐哈羅南和豪施卡 - 《月光下的藍色男孩》——尼可拉斯·布萊泰爾 - 《星際過客》——湯瑪斯·紐曼                                                               | - 《星光之城》－《樂來越愛你》 - 《Audition (The Fools Who Dream)》－《樂來越愛你》 - 《Can't Stop the Feeling!》－《魔髮精靈》 - 《海洋之心》－《海洋奇緣》 - 《The Empty Chair》－《吉姆：詹姆斯·弗利传》 |
| 最佳音效剪辑 | 最佳音响效果 |
| - 《異星入境》 ——西爾萬·貝勒梅爾 - 《怒火地平線》——華利·史蒂曼和瑞尼·唐達利 - 《鋼鐵英雄》——羅伯特·麥肯基和安迪·萊特 - 《樂來越愛你》——李愛林和米爾德里德·亞特勞·摩根 - 《薩利機長：哈德遜奇蹟》——艾倫·羅伯特·莫瑞和巴布·亞斯曼               | - 《鋼鐵英雄》 ——凱文·歐康諾、安迪·萊特、羅伯特·麥肯基和彼得·葛瑞斯 - 《異星入境》——伯納德·蓋瑞皮·施特羅布爾和克拉德·拉·海耶 - 《樂來越愛你》——安迪·尼尔森、李愛林和史蒂芬·A·莫羅 - 《星際大戰外傳：俠盜一號》——大衛·帕克、克里斯多福·史卡拉博西奧和斯图尔特·威尔逊 - 《13小時：班加西的秘密士兵》——格雷格·P·羅素、蓋瑞·薩默斯、傑佛瑞·J·哈伯許和麥克·魯夫                                                                |
| 最佳美術設計 | 最佳摄影 |
| - 《樂來越愛你》 ——大衛·瓦斯科和桑迪·雷諾斯-瓦斯科 - 《異星入境》——派崔斯·佛麥特和保羅·哈特 - 《怪獸與牠們的產地》——斯圖爾特·克雷格和安娜·平諾克 - 《凱薩萬歲！》——傑西·岡寇爾和南茜·黑格 - 《星際過客》——蓋伊·亨德里克斯·戴亞斯和吉恩·賽迪娜 | - 《樂來越愛你》 ——萊納斯·桑德格倫 - 《異星入境》——布萊福德·楊 - 《漫漫回家路》——格雷格·弗萊瑟 - 《月光下的藍色男孩》——詹姆斯·拉克斯頓 - 《沉默》——羅德里哥·普里托 |
| 最佳化妝與髮型設計獎 | 最佳服装设计 |
| - 《自殺突擊隊》 ——阿利山卓·布托拉茲、喬治歐·葛雷格寧和克里斯多福·納爾森 - 《明天別再來敲門》——伊娃·馮·巴爾和羅夫·拉爾森 - 《星際爭霸戰：浩瀚無垠》——喬爾·哈洛和理察·阿隆佐                                                                   | - 《怪獸與牠們的產地》——柯琳·艾特伍 - 《同盟鶼鰈》——喬安娜·約翰斯頓 - 《走音天后》——康索萊塔·博伊爾 - 《第一夫人的秘密》——麥德琳·方坦恩 - 《樂來越愛你》——瑪麗·索弗瑞斯 |
| 最佳剪辑 | 最佳视觉效果 |
| - 《鋼鐵英雄》——約翰·吉爾伯特 - 《異星入境》——喬·沃克 - 《樂來越愛你》——湯姆·克洛斯 - 《赴湯蹈火》——傑克·羅伯茨 - 《月光下的藍色男孩》——奈特·桑德斯和喬伊·麥克米倫                                                                            | - 《與森林共舞》——羅伯特·萊加托、亞當·瓦爾德斯、安德魯·R·瓊斯和丹·萊蒙 - 《怒火地平線》——克雷格·漢密克、傑森·史內爾、傑森·比利頓和伯特·道爾頓 - 《奇異博士》——史蒂芬尼·史雷提、理察·布拉夫、文森特·史雷利和保羅·克博爾德 - 《酷寶：魔弦傳說》——史蒂夫·愛默生、奧利佛·瓊斯、布萊恩·麥克連和布瑞德·薛夫 - 《星際大戰外傳：俠盜一號》——約翰·諾爾、摩溫·里歐、哈爾·西克爾和尼爾·科博爾德                                      |

### 榮譽獎項

#### 学院荣誉奖
2016年11月12日，学院颁发第八届理事会奖。奧斯卡榮譽獎得奖名单如下：
- 成龍（香港武術家、演員、導演、製片人和歌手）[15]
- （英國電影剪輯）[16]
- （美國演員導演）[17]
- （美國電影製片人、紀錄片和戲劇導演）[18]

### 多項提名與獲獎
以下18部電影獲得多項提名：
| 提名數 | 片名                       |
| ------ | -------------------------- |
| 14     | 《樂來越愛你》             |
| 8      | 《異星入境》               |
| 8      | 《月光下的藍色男孩》       |
| 6      | 《海邊的曼徹斯特》         |
| 6      | 《鋼鐵英雄》               |
| 6      | 《漫漫回家路》             |
| 4      | 《心靈圍籬》               |
| 4      | 《赴湯蹈火》               |
| 3      | 《關鍵少數》               |
| 3      | 《第一夫人的秘密》         |
| 2      | 《走音天后》               |
| 2      | 《怒火地平線》             |
| 2      | 《明天別再來敲門》         |
| 2      | 《怪獸與牠們的產地》       |
| 2      | 《星際過客》               |
| 2      | 《海洋奇緣》               |
| 2      | 《酷寶：魔弦傳說》         |
| 2      | 《星際大戰外傳：俠盜一號》 |

以下4部電影獲得多項大奖：
| 奖项数 | 片名               |
| ------ | ------------------ |
| 6      | 《爱乐之城》       |
| 3      | 《月光男孩》       |
| 2      | 《血战钢锯岭》     |
| 2      | 《海邊的曼徹斯特》 |

## 頒獎及表演嘉賓
以下列個人及團體按出場順序排列：

### 颁奖嘉宾
| 姓名                                                      | 角色                                                                       |
| --------------------------------------------------------- | -------------------------------------------------------------------------- |
| 兰迪·托马斯（Randy Thomas）                                           | 报幕员                                                                     |
| 艾丽西亚·维坎德                                           | 颁发最佳女配角                                                             |
| 杰森·贝特曼 凯特·麦金侬                                   | 颁发最佳化妆与发型设计和最佳服装设计                                       |
| 泰拉姬·P·汉森 凯瑟琳·约翰逊 贾奈尔·梦内 奥克塔维亚·斯宾塞 | 颁发最佳纪录片                                                             |
| 道恩·强森                                                 | 介绍最佳原创歌曲奖提名歌曲《海洋之心》                                     |
| 谢丽尔·布恩·伊萨克斯（学院主席）                          | 致辞                                                                       |
| 苏菲亚·波提拉 克里斯·埃文斯                               | 颁发最佳音效剪辑和最佳混音                                                 |
| 文斯·沃恩                                                 | 介绍理事会奖得主                                                           |
| 马克·里朗斯                                               | 颁发最佳男配角                                                             |
| 雪莉·麦克雷恩 查理兹·塞隆                                 | 颁发最佳外语片                                                             |
| 戴夫·帕托                                                 | 介绍最佳原创歌曲奖提名歌曲《The Empty Chair (song)》                       |
| 盖尔·加西亚·贝纳尔 海莉·史坦菲德                          | 颁发最佳动画短片和最佳动画长片                                             |
| 詹米·多南 达科塔·约翰逊                                   | 颁发最佳艺术指导                                                           |
| 里兹·阿迈德 菲丽希缇·琼斯                                 | 颁发最佳视觉效果                                                           |
| 迈克尔·J·福克斯 塞斯·罗根                                 | 颁发最佳剪辑                                                               |
| 萨尔玛·海耶克 大卫·奥伊罗                                 | 颁发最佳纪录短片和最佳实景短片                                             |
| 约翰·赵 莱斯利·曼恩                                       | 介绍奥斯卡科技成果奖                                                       |
| 贾维尔·巴尔登 梅丽尔·斯特里普                             | 颁发最佳摄影                                                               |
| 艾玛·斯通 瑞恩·高斯林                                     | 介绍最佳原创歌曲奖提名歌曲《星光之城》和《Audition (The Fools Who Dream)》 |
| 塞缪尔·杰克逊                                             | 颁发最佳原创音乐                                                           |
| 斯嘉丽·约翰逊                                             | 颁发最佳原创歌曲                                                           |
| 詹妮弗·安妮斯顿                                           | 缅怀环节开场                                                               |
| 本·阿弗莱克 马特·达蒙                                     | 颁发最佳原创剧本                                                           |
| 艾米·亚当斯                                               | 颁发最佳改编剧本                                                           |
| 哈莉·贝瑞                                                 | 頒發最佳导演                                                               |
| 布丽·拉尔森                                               | 頒發最佳女主角                                                             |
| 莱昂纳多·迪卡普里奥                                       | 頒發最佳男主角                                                             |
| 華倫·比提 费·唐娜薇                                       | 頒發最佳影片                                                               |

### 表演嘉宾
| 姓名                               | 角色       | 表演                                                             |
| ---------------------------------- | ---------- | ---------------------------------------------------------------- |
| 霍华德·惠勒                        | 编曲、指挥 | 现场管弦乐                                                       |
| 贾斯汀·汀布莱克                    | 表演者     | 《魔髮精靈》主题曲《Can't Stop the Feeling!》                    |
| 奧莉伊·卡拉瓦爾侯 林-曼努尔·米兰达 | 表演者     | 《海洋奇缘》主题曲《海洋之心》                                   |
| 史汀                               | 表演者     | 《吉姆：詹姆斯·弗利传》歌曲《The Empty Chair (song)》            |
| 莎拉·巴瑞黎丝                      | 表演者     | 献唱致敬环节                                                     |
| 约翰·传奇                          | 表演者     | 《爱乐之城》歌曲《星光之城》和《Audition (The Fools Who Dream)》 |

## 典礼资讯

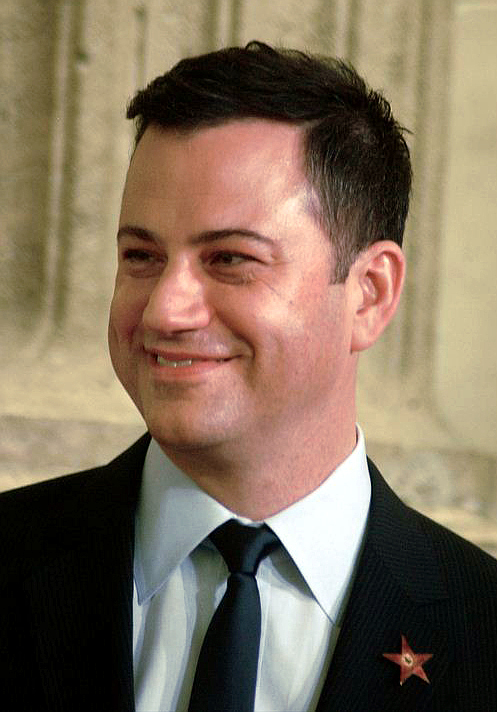
吉米·坎摩尔為第89届奥斯卡金像奖的主持。

由于去年典礼的评价褒贬不一，收视低迷，制片人大卫·希尔和雷吉纳·哈德林拒绝执导今年的活动。喜剧演员克里斯·洛克接受《综艺》采访谈及是否愿意回归主持时，表示“其他人会做的”。至于节目的制作，洛克表示：“他们有过制片人这回事？让我来当吧。”2016年11月，学院聘请麦克·卢·迪卡和詹妮弗·托德担任典礼制片。学院主席谢丽尔·布恩·伊萨克斯在新闻发布会上宣布决定时，盛赞制作团队才华横溢：“麦克和詹妮弗有很好的工作联系，无比热爱尊重电影，在为全球影迷筹备特别且令人难忘的活动时，一定会用上他们丰富经验。”2016年12月5日，吉米·坎摩尔宣布担任典礼主持。此前，坎摩尔曾在他的美国广播公司深夜脱口秀《吉米·坎摩尔直播秀》中联系主持11年“奥斯卡后”的特别节目，定期邀请获奖者和观众参加录制，直播戏谑典礼和娱乐产业的短片。
突破在塞缪尔·戈尔德温剧院以非直播形式现场宣布提名名单的一贯方式，今年学院决定透过奥斯卡官网、学院数字平台、卫星传送和美国广播公司《早安美国》等地方媒体流媒体实时直播名单揭晓。

### 提名电影票房表现
| 影片               | 提名揭晓前 （即1月24日前） | 提名揭晓后 （即1月24日到2月26日） | 奖项揭晓后 （即2月26日之后） | 总计    |
| ------------------ | -------------------------- | --------------------------------- | ---------------------------- | ------- |
| 《隐藏人物》       | 8500万                     | 6770万                            | 1480萬                       | 1.675亿 |
| 《爱乐之城》       | 9050万                     | 5050万                            | 940萬                        | 1.505亿 |
| 《降临》           | 9570万                     | 460万                             | 210,648                      | 1.005亿 |
| 《血战钢锯岭》     | 6550万                     | 140万                             | 274,090                      | 6720万  |
| 《藩篱》           | 4880万                     | 770万                             | 110萬                        | 5770万  |
| 《海边的曼彻斯特》 | 3900万                     | 790万                             | 798,152                      | 4770万  |
| 《雄狮》           | 1650万                     | 2630万                            | 810萬                        | 5110万  |
| 《赴汤蹈火》       | 2700万                     | –                                 | –                            | 2700万  |
| 《月光男孩》       | 1590万                     | 640万                             | 550                          | 2770万  |
| 总计               | 4.839亿                    | 1.724亿                           | 4020萬                       | 6.969亿 |
| 平均               | 5380万                     | 1920万                            | 450萬                        | 7740万  |

截至2017年1月24日提名揭晓日，九部最佳影片提名片北美地区票房共计4.838亿美元，影片平均5380万美元。提名公布时，《降临》凭借9570万美元的国内票房成绩成为提名中票房最高的电影。《爱乐之城》9050万美元列其次，其后次数为《隐藏人物》（8500万）、《血战钢锯岭》（6550万），《藩篱》（4880万）、《海边的曼彻斯特》（3900万）、《赴汤蹈火》（2700万）、《雄狮》（1650万）和《月光男孩》（1580万）。
全年票房最高的50部电影当中有13部获得35项提名。只有《疯狂动物城》（第3位）、《海洋奇缘》（第15位）、《爱乐之城》（第45位）和《降临》（第48位）获提名最佳影片和最佳动画片或导演、演员或编剧奖。其他获得提名的票房榜50强影片为《星球大战外传：侠盗一号》（第4位）、《奇幻森林》（第5位）、《神奇动物在哪里》（第8位）、《X特遣队》（第10位）、《奇异博士》（第11位）、《星际迷航3：超越星辰》（第24位）、《魔法奇缘》（第25位）、《太空旅客》（第30位）和《萨利机长》（第32位）。

### 多样化
过去两年，奥斯卡一直被批大奖项提名者缺乏多样性，有色人种演员不获提名。本届提名名单公布后，许多媒体注意到名单多样化，囊括追平纪录的七个少数族裔演员和破纪录的六个黑人演员。学院有史以来第一次每个奖项都增加黑人演员，其中三名演员入选最佳女配角提名，三名编剧入选最佳改编提名。
然而，代表非黑人少数族裔的演员和媒体继续批评本届典礼。全国西班牙媒体联盟称拉丁裔演员“没有在摄影机前工作的机会，而且少数例外在幕后工作。”亚太全美媒体联盟（Asian Pacific American Media Coalition）称提名名单遗漏亚洲演员（事实上戴夫·帕托是唯一一位获提名的亚洲演员），反映出“亚洲人在好莱坞继续缺少真正的机会。”典礼期间进入剧院的一群演员游客因嘲笑一位亚裔女性名字而被批评。
此前曾凭借《虐童疑云》（2008）和《相助》（2011）两次获得提名的维奥拉·戴维斯成为首位三获奥斯卡提名的演员，今年她最终赢得女配角奖。布拉福德·扬和乔伊·麦克米伦分别成为首位获最佳摄影和最佳剪辑提名的非裔美国人。阿娃·杜威内成为首位获最佳纪录片提名的首位非裔美国人。

### 移民禁令
赢得最佳外语片的《推销员》伊朗籍导演阿斯哈·法哈蒂因总统唐纳德·川普的移民禁令无法出席典礼。他公开表示抵制典礼：“我和我的电影界同行们决定不出席奥斯卡。”学院主席谢丽尔·布恩·伊萨克斯回应出行禁令时表示：“美国永远都不应该成为一个屏障，而应成为一座灯塔，让我们所有人都知道房间内还有一些坐席使学院艺术家变成活动家。”首位女航天员阿努什·安萨里和美国航空航天局太阳系探索计划主任费劳玆·纳德利，两位知名伊朗裔美国人在典礼上代表法哈蒂领奖。

### 最佳影片獎失误
典礼最后颁发最佳影片时，工作人员将最佳女主角奖项的备份结果信封误交给颁奖嘉宾，导致直播过程中出现重大失误。負責宣布最佳影片獎得主的是華倫·比提和費·唐娜薇，比提打開信封後犹豫数秒，將信封交給唐娜薇，唐娜薇念出最佳影片獎得主是《樂來越愛你》。在《樂來越愛你》制片人發表感言的過程中，后台的普华永道工作人员发现比提拿错了信封，立即上台告知剧组真正得主是《月光下的藍色男孩》。《樂來越愛你》制作人乔丹·霍洛维茨向观众宣布这一结果，展示了正确信封中的结果并请《月光下的藍色男孩》剧组登台领奖。比提也解释称自己的信封为最佳女主角的结果，其中显示为“《樂來越愛你》艾玛·史東”，因此在宣布结果之前有所犹豫。《今日美国》称这一事件为奥斯卡历史上“最糟糕的失误”。负责奥斯卡金像奖计票和保管信封的普华永道随后发表声明，向两个剧组、两位颁奖嘉宾和观众“真诚致歉”，称将调查失誤原因，并感谢两个剧组、电影艺术与科学学院、美国广播公司和主持人坎摩尔对此次事件的处理。学院也就此事向剧组和颁奖嘉宾以及有关各方致歉。调查结果发现，负责审计结果和保管信封的两位工作人员布莱恩·库里南（Brian Cullinan）和玛莎·鲁伊兹（Martha Ruiz）对事件负全责。公司还发现库里南在最佳影片颁奖前曾在后台违规用手机发推，因此注意力被干扰。学院因此禁止这二人未来参与奥斯卡奖的各项工作，普华永道则仍将保留二人的合伙人职位。

### 专业评价和收视率
根据尼尔森收视率，典礼吸引3290万美国观众观看，较去年典礼下降4个百分点，创下自2008年第80届典礼的3200万名平均观众以来的新低。

### 香港記者訪問風波
當晚頒獎典禮完後的後台訪問，其中一部分是訪問出爐影后艾瑪·史東。當輪到《蘋果日報》的記者提問時指：「Hello…… I'm from Hong Kong Apple Daily……Do you feel like owing Emma Watson a drink or dinner to thank her for turning down the role?」，中文意譯即為艾瑪·史東是否要請艾瑪·沃特森食飯來答謝因沃特森辭演而令其有機會凴《樂來越愛你》勇奪影后。問完後雖然現場一片笑聲，但艾瑪·史東的表情顯然非常尷尬及無奈。事後外國網民強烈批評《蘋果日報》記者的行爲，指該提問顯然是侮辱艾瑪·史東。而香港網民亦普遍指責該記者，認爲該記者將香港傳媒對藝人的提問方式套上國際而令香港出醜。

## 缅怀
演员詹妮弗·安妮斯顿主持本届的缅怀环节，並由歌手莎拉·芭瑞黎絲演奏茱蒂·歌琳的歌曲《一體兩面》，下列辞世的电影界人士出现在短片中。此前，安妮斯顿还提到了在典礼前一天逝世的比爾·派斯頓。
- 亞瑟·希爾勒（英语：Arthur Hiller）
- 肯·亞當
- 崔西·斯考特（英语：Tracy Scott）
- 比爾·納恩（英语：Bill Nunn）
- 艾莉絲·阿倫（英语：Alice Arlen）
- 喬治·肯尼迪
- 吉恩·怀尔德
- 唐納德·P·哈里斯（Donald P. Harris）
- 保羅·賽爾伯特（英语：Paul Sylbert）
- 迈克尔·西米诺
- 安德烈·華依達
- 帕蒂·杜克
- 蓋瑞·馬歇爾
- 威爾瑪·貝克（Wilma Baker）
- 艾曼紐·麗娃
- 珍妮特·帕特森（英语：Janet Patterson）
- 安東·葉爾欽
- 瑪麗·泰勒·摩爾
- 王子
- 肯尼·貝克
- 約翰·赫特
- 吉姆·克拉克（英语：Jim Clark (film editor)）
- 諾瑪·莫里索（英语：Norma Moriceau）
- 弗恩·巴克納（Fern Buchner）
- 基特·威斯特（英语：Kit West）
- 露皮塔·托瓦（英语：Lupita Tovar）
- 曼利奧·洛切蒂（英语：Manlio Rocchetti）
- 帕特·康羅伊（英语：Pat Conroy）
- 南希·里根
- 阿巴斯·奇亞羅斯塔米
- 威廉·彼得·布萊蒂（英语：William Peter Blatty）
- 肯·霍華德（英语：Ken Howard）
- 黃齊耀
- 埃克托·巴本科（英语：Héctor Babenco）
- 柯蒂斯·汉森
- 瑪爾妮·尼克松（英语：Marni Nixon）
- 喬治·「雷」·威斯特（George "Ray" West）
- 拉烏爾·庫塔爾（英语：Raoul Coutard）
- 莎莎·嘉寶
- 安東尼·吉布斯（英语：Antony Gibbs）
- 歐姆·普利
- 安德烈亞·傑弗（英语：Andrea Jaffe）
- 理查德·波特曼
- 黛比·雷諾
- 嘉莉·費雪

澳洲服裝設計師珍妮特·帕特森的幻燈片錯誤地使用了仍然活著的澳洲製片人揚·查普曼的照片。除此之外緬懷環節亦漏掉曾經獲得奧斯卡提名的演員勞勃·范恩、演員蓋瑞·桑德林、弗洛倫絲·亨德森、多丽丝·罗伯茨、艾莉西絲·艾奎特、郭弼和製作人丹·愛爾蘭。艾奎特的姐姐，2014年奧斯卡最佳女配角得主派翠西亞·艾奎特猛烈批評委員會漏掉其妹妹的決定，認為委員會不尊重變性人。

## 国际电视转播
- 中华人民共和国——芒果TV和CCTV-6
- 香港——明珠台
- 台灣——台视

## 備註

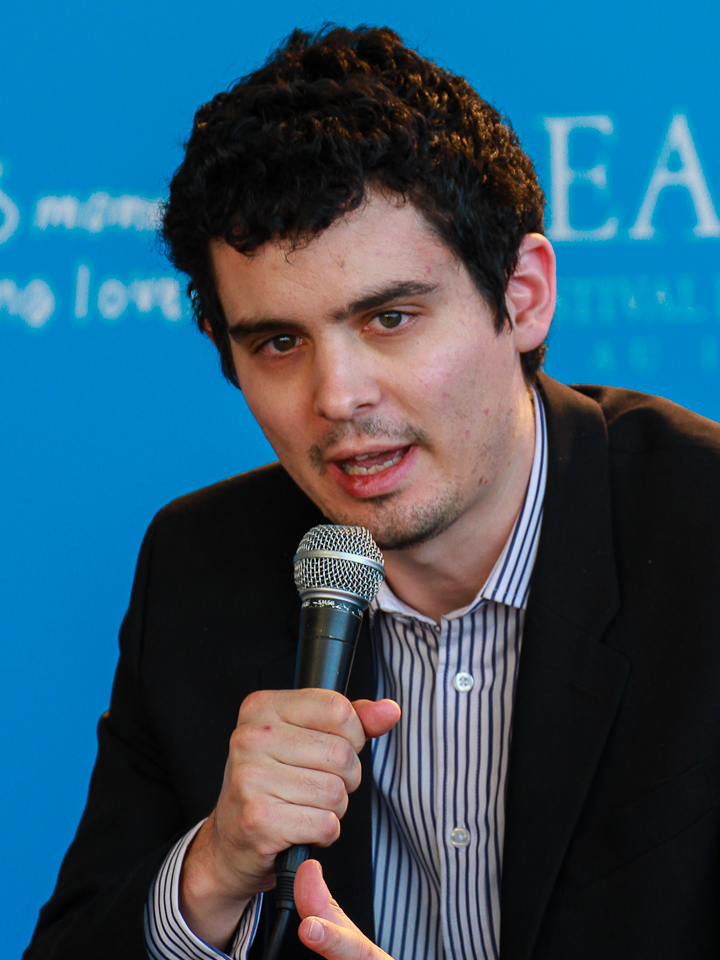
達米恩·查澤雷，最佳導演得主

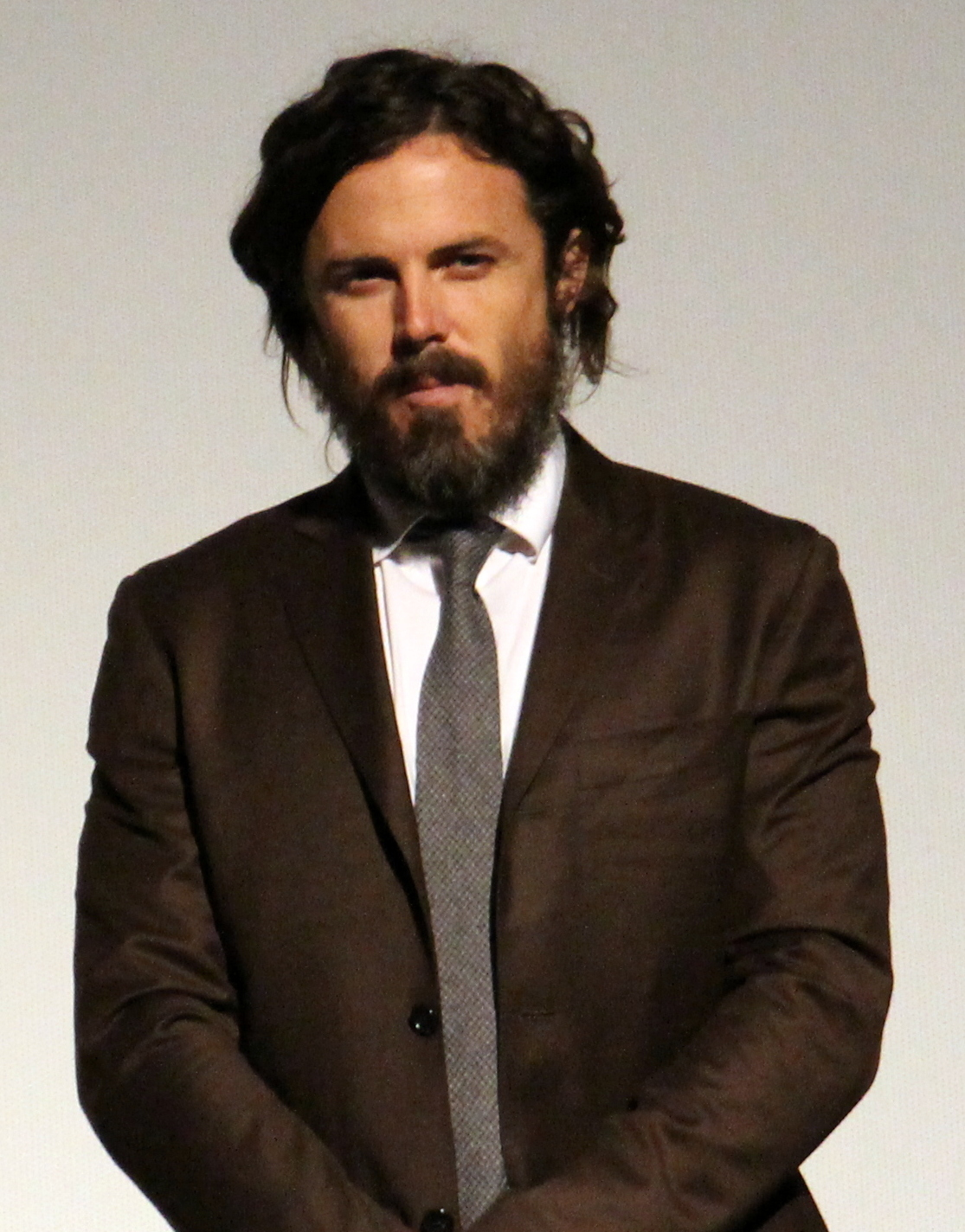
凱西·艾佛列克，最佳男主角得主

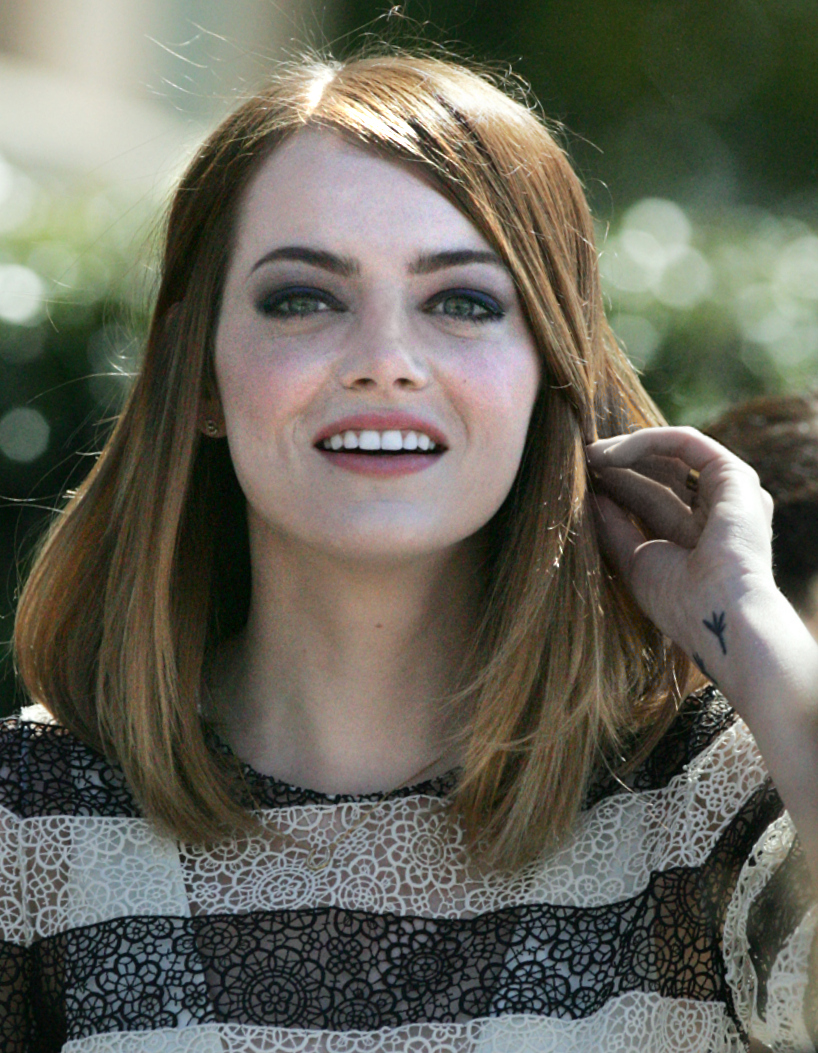
艾瑪·史東，最佳女主角得主

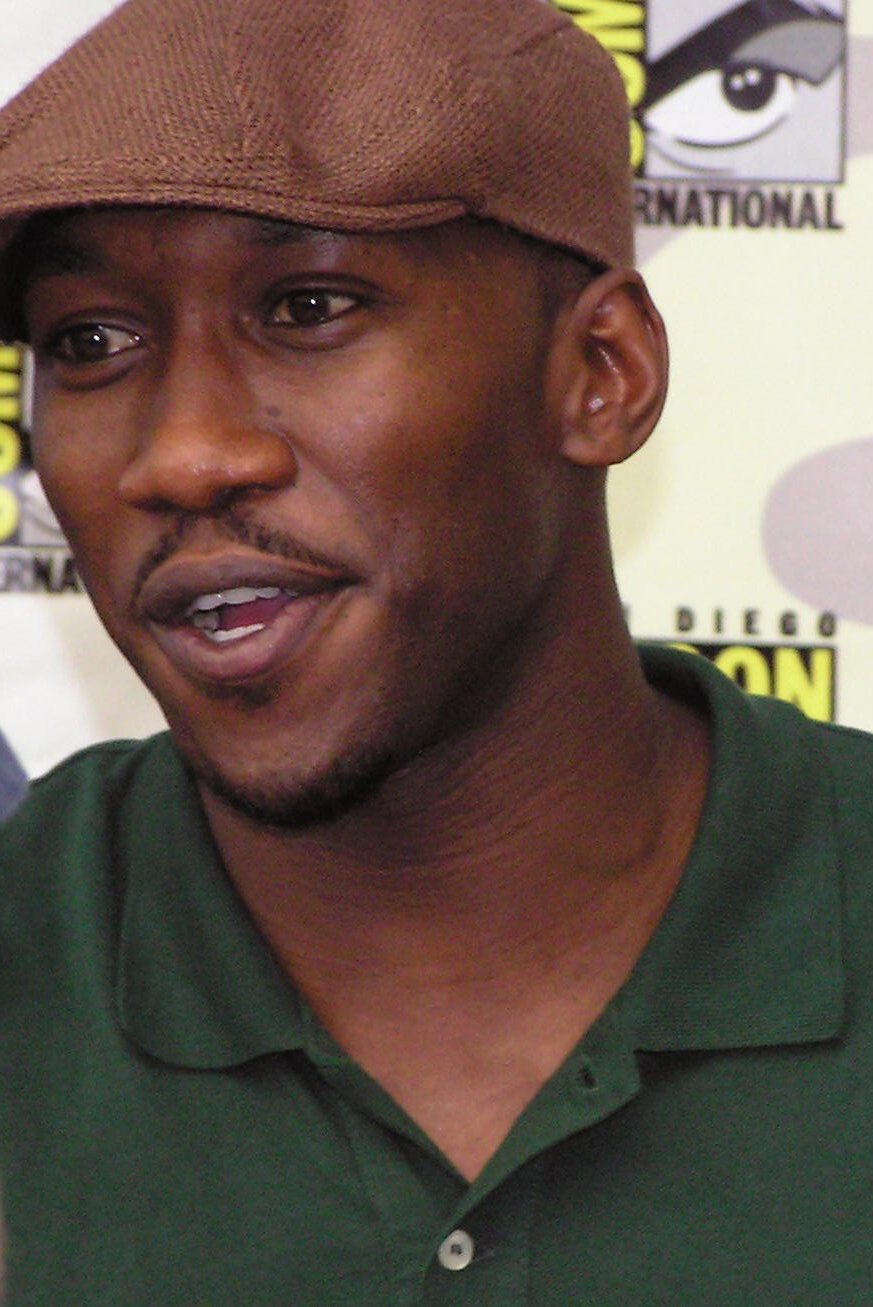
馬赫夏拉·阿里，最佳男配角得主

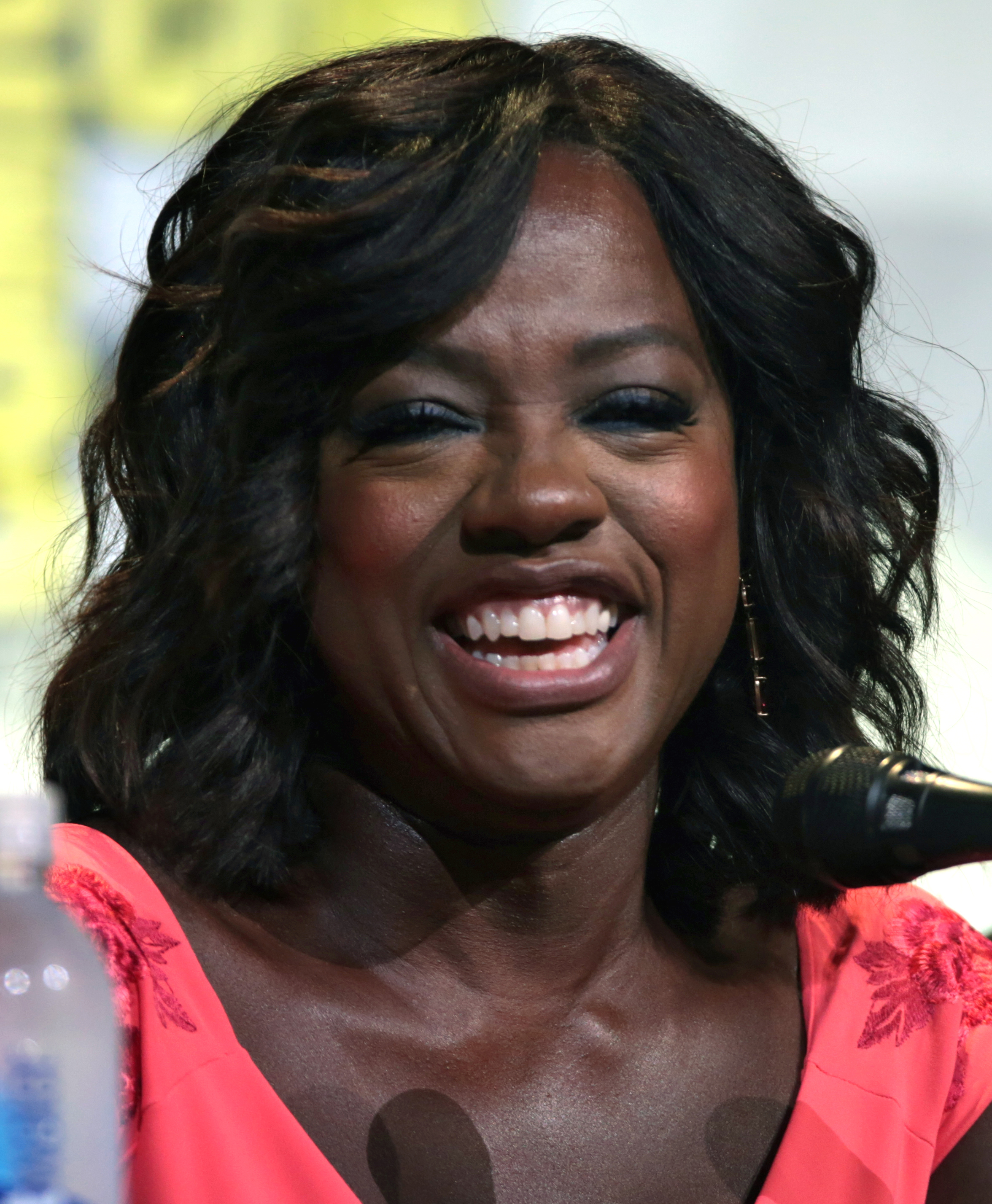
薇拉·戴維絲，最佳女配角得主

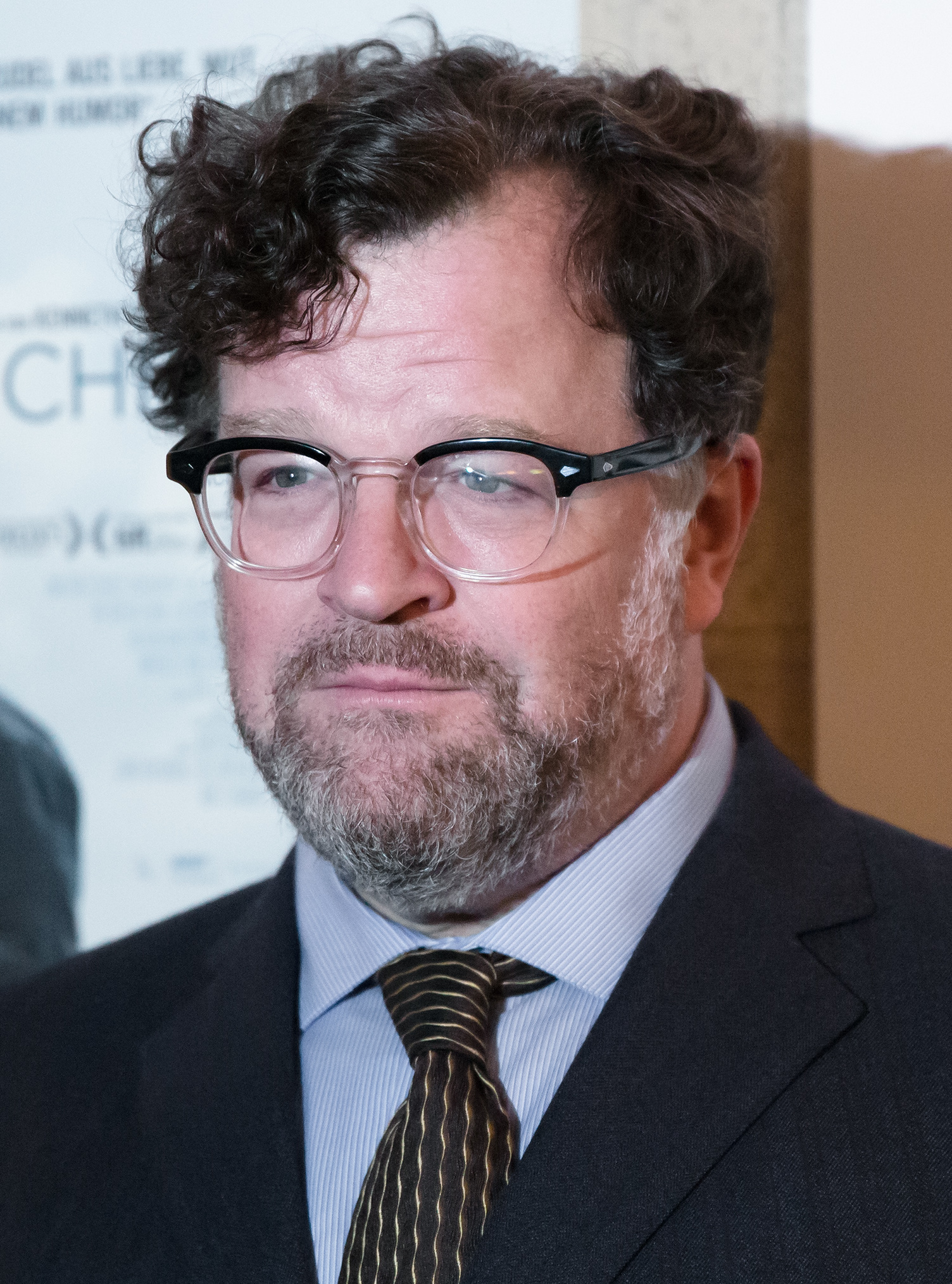
肯尼斯·洛勒根，最佳原創劇本得主

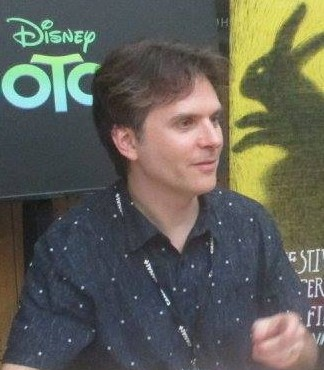
拜倫·霍華德，最佳動畫長片共同得主

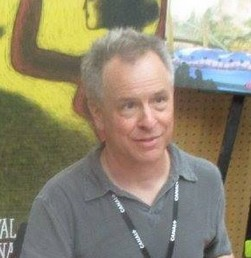
瑞奇·摩爾，最佳動畫長片共同得主

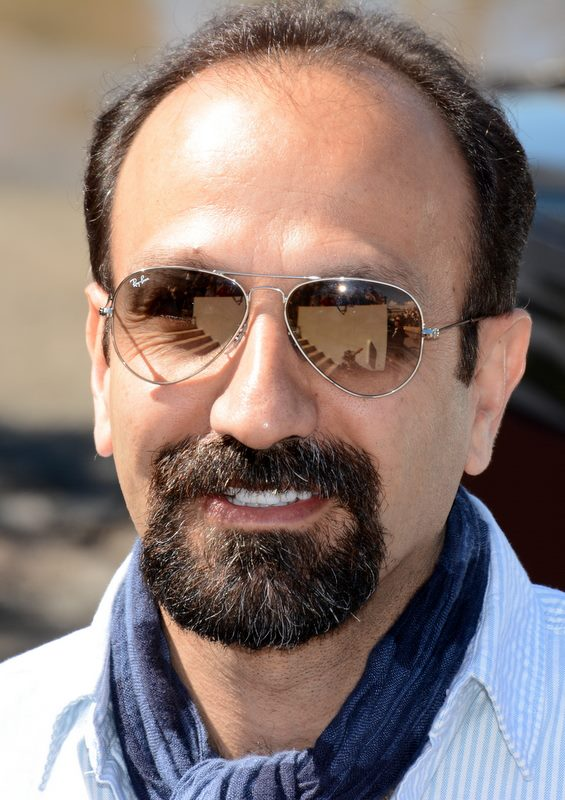
阿斯哈·法哈蒂，最佳外語片得主

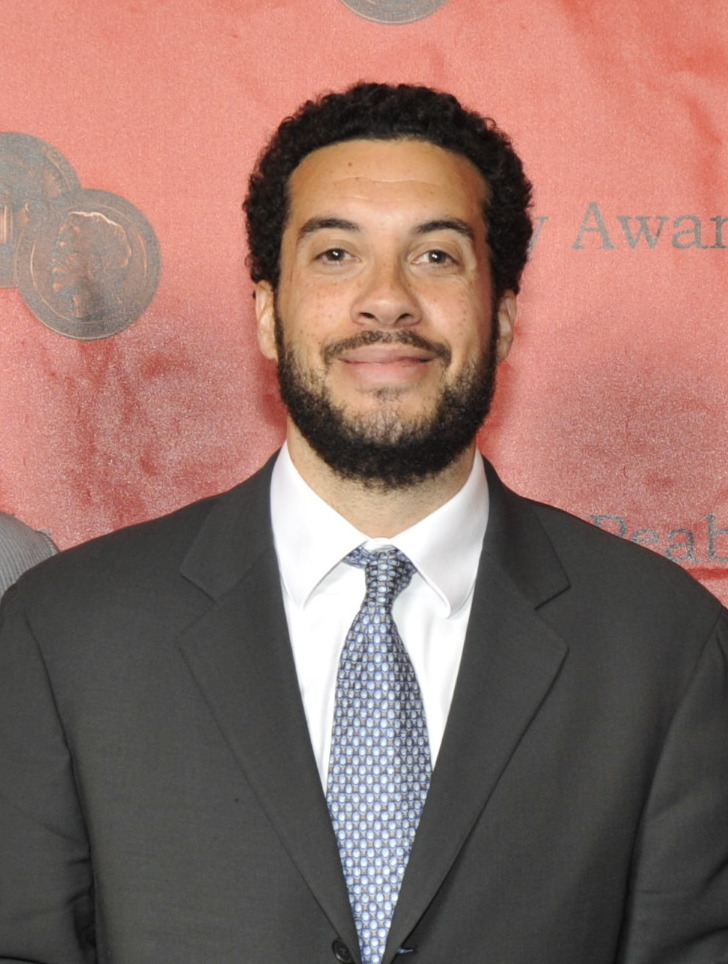
伊薩·艾德曼，最佳紀錄長片共同得主

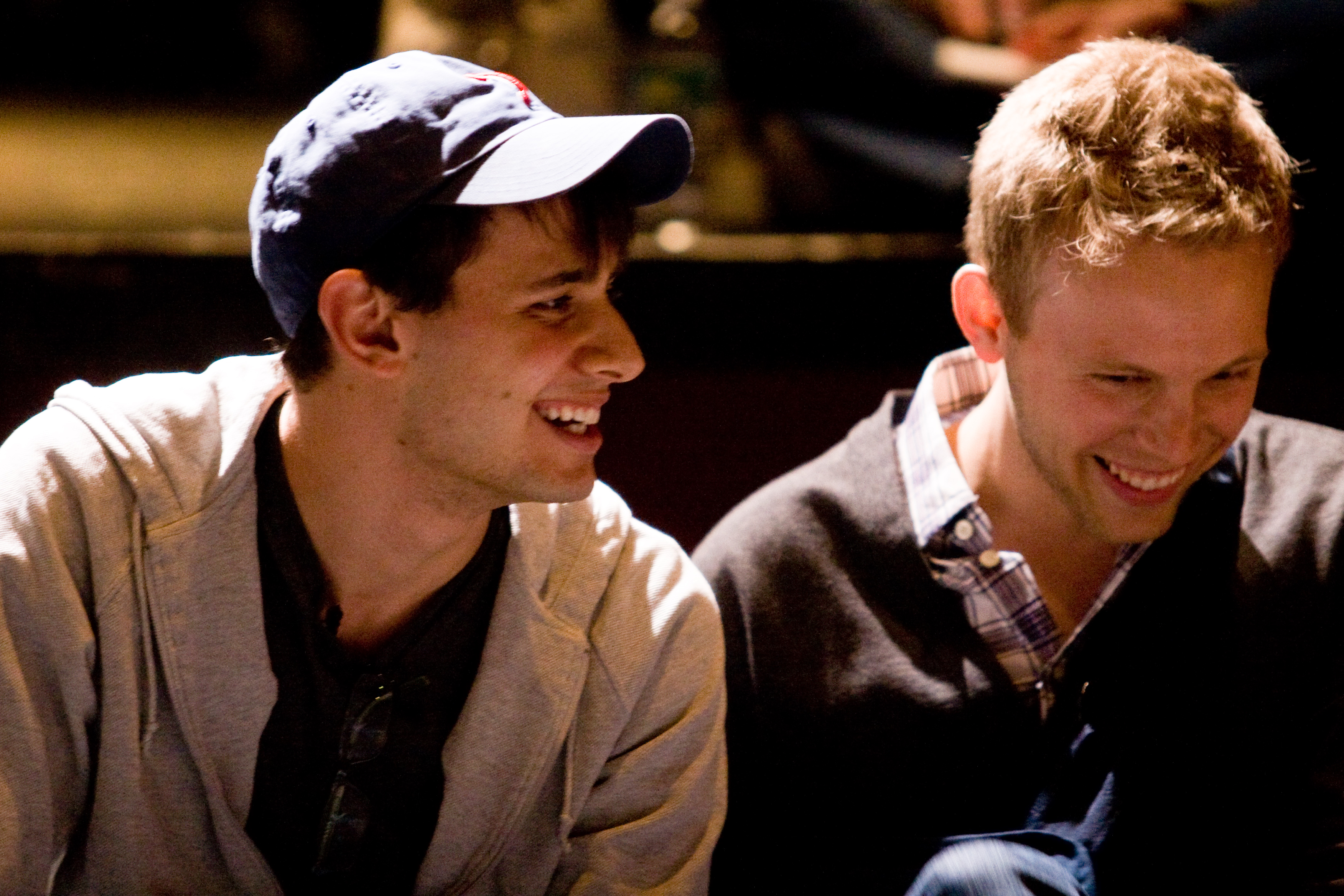
班傑·巴塞克與賈斯汀·保羅，最佳原創歌曲共同得主

1. ↑  頒獎人費·唐娜薇和華倫·比提初錯誤宣佈《爱乐之城》為最佳電影，實際是由《月亮喜歡藍》獲得最佳電影。
2. ↑  羅素因違反競選規定而被學會撤銷提名[14]。